# Bolborhachium lacunosum
Bolborhachium lacunosum är en skalbaggsart som beskrevs av Macleay 1873. Bolborhachium lacunosum ingår i släktet Bolborhachium och familjen Bolboceratidae. Inga underarter finns listade.